# Salvando al soldado Pérez
Salvando al soldado Pérez (Saving Private Pérez en inglés) es una película de comedia y aventuras, protagonizada por Miguel Rodarte, Jaime Camil, Joaquin Cosio, Jesús Ochoa y Adal Ramones. Aunque el título pareciera aludir a una parodia de la película de Steven Spielberg de 1998, Saving Private Ryan, en realidad se trata de una comedia de aventuras con vida propia, centrada en la búsqueda del personaje principal, el poderoso Julián Pérez, por rescatar no sólo a su hermano Juan, perdido en medio de la guerra de Irak mientras luchaba para el ejército de Estados Unidos, sino también para obtener el perdón de su madre por la vida que ha llevado, y de paso salvarse a sí mismo. La película tiene también fuertes conexiones con el cine western, en especial en las secuencias de flashbacks, así como homenajes a películas de mafia y un estilo de acción más cercano al cine de entretenimiento que al cine bélico.

## Sinopsis
La vida ha llevado a Julián Pérez por caminos equivocados, pero el destino le presentará a este hombre la oportunidad de encontrar su redención, cuando es enviado a la misión más peligrosa y noble de toda su vida, una misión ordenada por la única autoridad que todavía respeta: su madre.
Julián debe viajar hasta el otro extremo del mundo, a un lugar llamado Irak, a traer de vuelta, vivo, a su hermano menor, el soldado de infantería Juan Pérez...
Esa es la voluntad que Doña Elvira Treviño de Pérez –internada en un modesto hospital de la zona este de Los Ángeles- le ha expresado a su hijo mayor, Julián Pérez, con quien cortó toda relación hace años.
Doña Elvira y el menor de sus hijos emigraron a los Estados Unidos, donde pasaron todo tipo de dificultades, hasta el punto de que el joven Juan Pérez decide enrolarse en el ejército estadounidense como la única oportunidad que le queda para obtener la ciudadanía y, por lo tanto, una mejor vida para él y su madre.
Juan Pérez es enviado al frente de guerra en Irak, donde un mal día su pelotón es emboscado por la insurgencia. El ejército de EE. UU. registra a Juan Pérez como “desaparecido en acción”.
Doña Elvira manda llamar a Julián como la última esperanza que le queda...
Con la promesa hecha, Julián Pérez regresa a México, donde reclutará a un comando de elite destinado a cumplir una misión suicida: viajar a Irak y salvar al soldado Pérez.

## Reparto
- Miguel Rodarte como Julián Pérez
- Jesús Ochoa como José María 'Chema' Díaz
- Joaquín Cosio como Rosalío Mendoza
- Gerardo Taracena como Carmelo Benavides
- Rodrigo Oviedo como Juventino Rodríguez 'Pumita'
- Marius Biegai como Sasha Boginski
- Jaime Camil como Eladio
- Adal Ramones como Benito García
- Isela Vega como Doña Elvira de Pérez
- Juan Carlos Flores como Juan Pérez
- Alexander Minchenko como Yuri
- Randy Vasquez como Lt. Diaz
- Kaveh Parmas como Ahmed Kubba
- Agustín Tapia como Angel Exterminador
- Guillermo Quintanilla como Delfino
- Roberto Espejo como Mayordomo
- Humberto Yáñez como Jefe Militar Turco
- Jorge Celaya como Román
- William Raymond como Willis
- Enoc Leaño como Secretario de Estado

## Producción
La película fue filmada en los estados mexicanos de Coahuila, Durango y Sinaloa y en el extranjero en escenarios de Los Ángeles, Estados Unidos y en Estambul, Turquía.